# 砂卡礑步道
砂卡礑步道是一座位於臺灣花蓮縣秀林鄉富世村砂卡礑溪的登山步道，現屬太魯閣國家公園轄區內的行人交通步道。

## 歷史
砂卡礑步道原稱「神秘谷步道」，於日治末期所建，最初是為了開發立霧溪的水力發電計劃而開鑿的。1940年，臺灣總督府在太魯閣興建立霧發電廠，並於立霧溪的下游支流，即砂卡礑溪溪畔建水壩（溪畔壩），並開鑿輸水隧道，引立霧溪水至立霧發電廠發電。輸水隧道跨越砂卡礑溪谷上方，以大型水管銜接溪谷兩端，將水輸送至發電廠，現今砂卡礑步道的入口即砂卡礑溪與立霧溪會流處。此外，由於立霧溪水含沙量大，因而在砂卡礑溪上游另建一座放流式水壩（砂卡礑壩），先將水引至發電廠，作為發電機的冷卻水。
2001年，該步道更改正式名稱「砂卡礑」，即泰雅族慣稱的「sgadan」，意為「臼齒」之意。並將步道路牌解說加上太魯閣族族語，其中，步道約1.5公里處為「五間屋」，終點為「三間屋」，全長約4.1公里，往返全程約需4到6小時。
2024年4月3日，0403花蓮地震影響太魯閣國家公園全境，全長4.1公里的步道落石坍方嚴重毀損，山體滑坡而造成多位遊客傷亡，救難隊於此處陸續尋獲6名遊客遺體。13日，步道再度崩塌 ，為搜尋2名新加坡籍失蹤遊客，8名搜救隊員一度與外界失聯，後確認平安。因餘震不斷，步道崩塌山壁不穩定仍有落石，經過協議之後家屬同意並進行招魂法會，即日起停止搜索。

## 圖庫

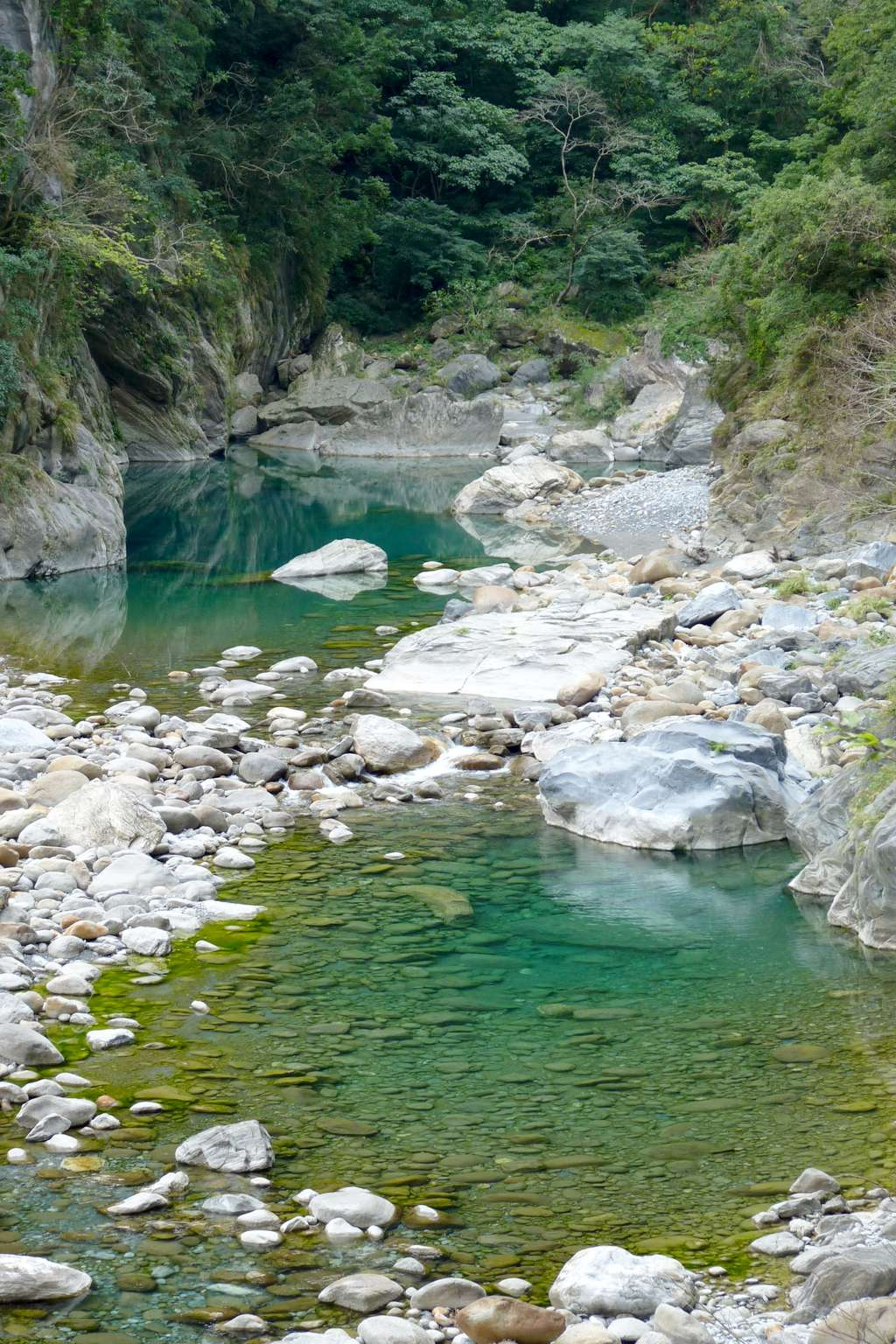
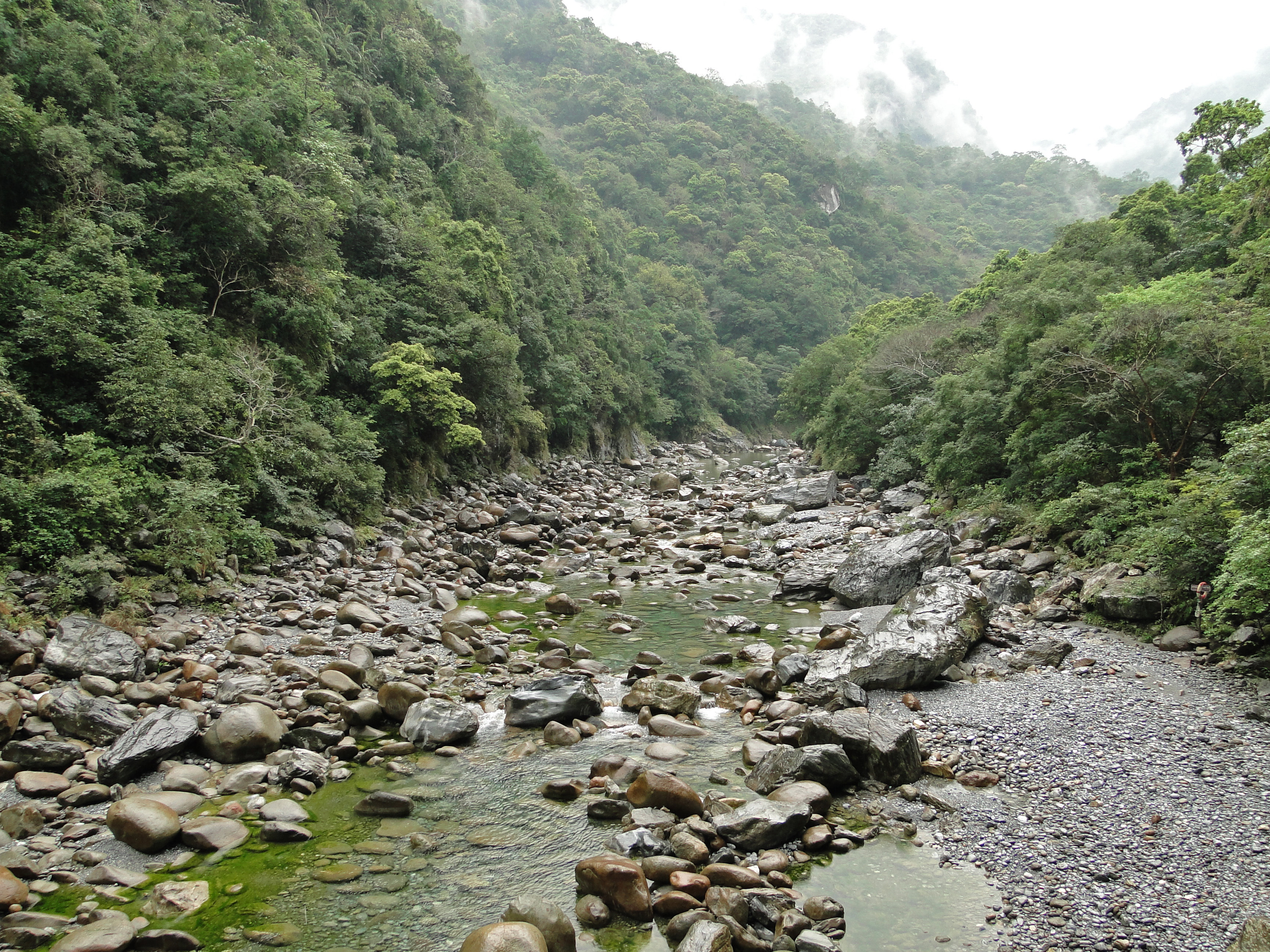
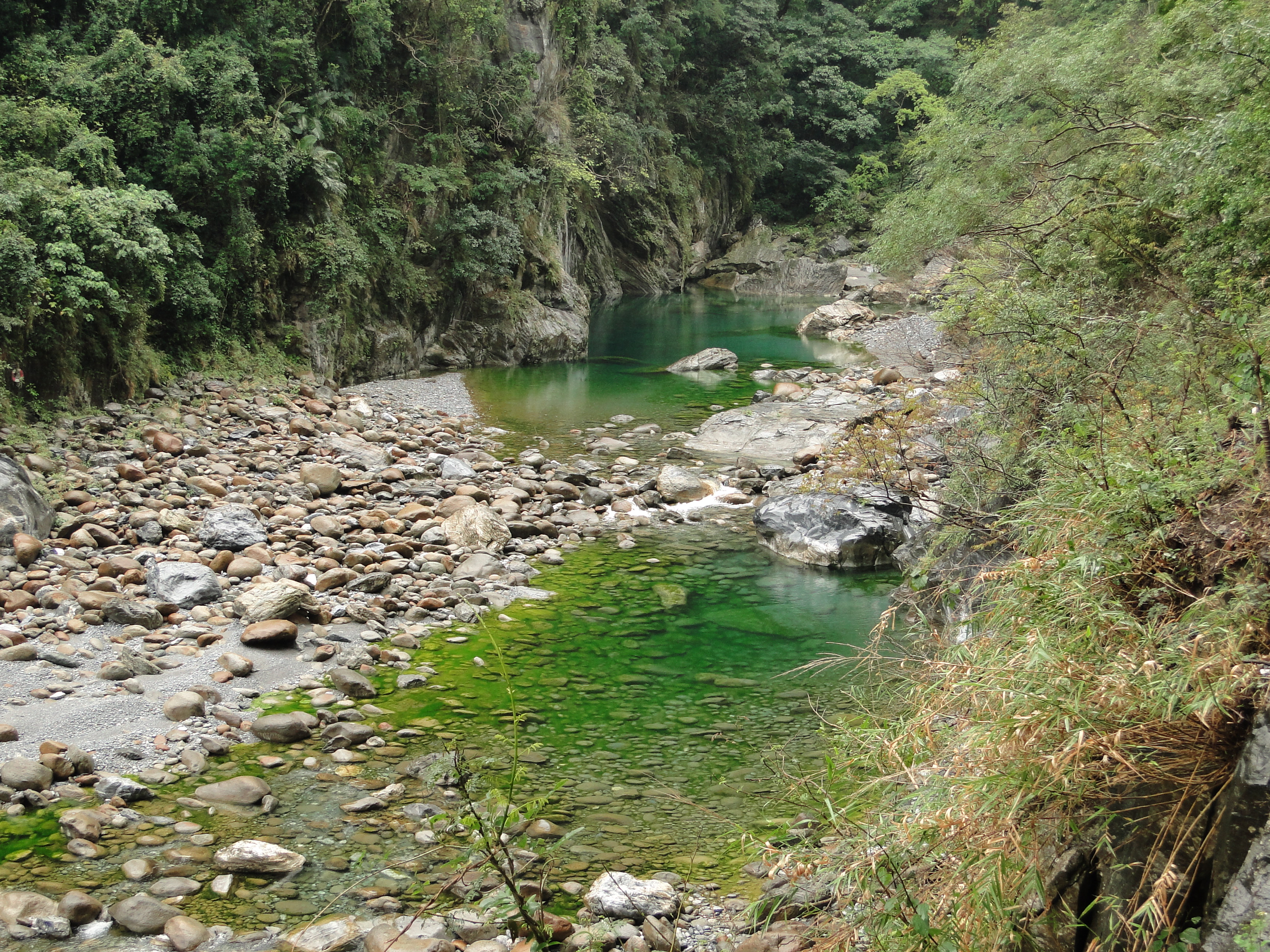
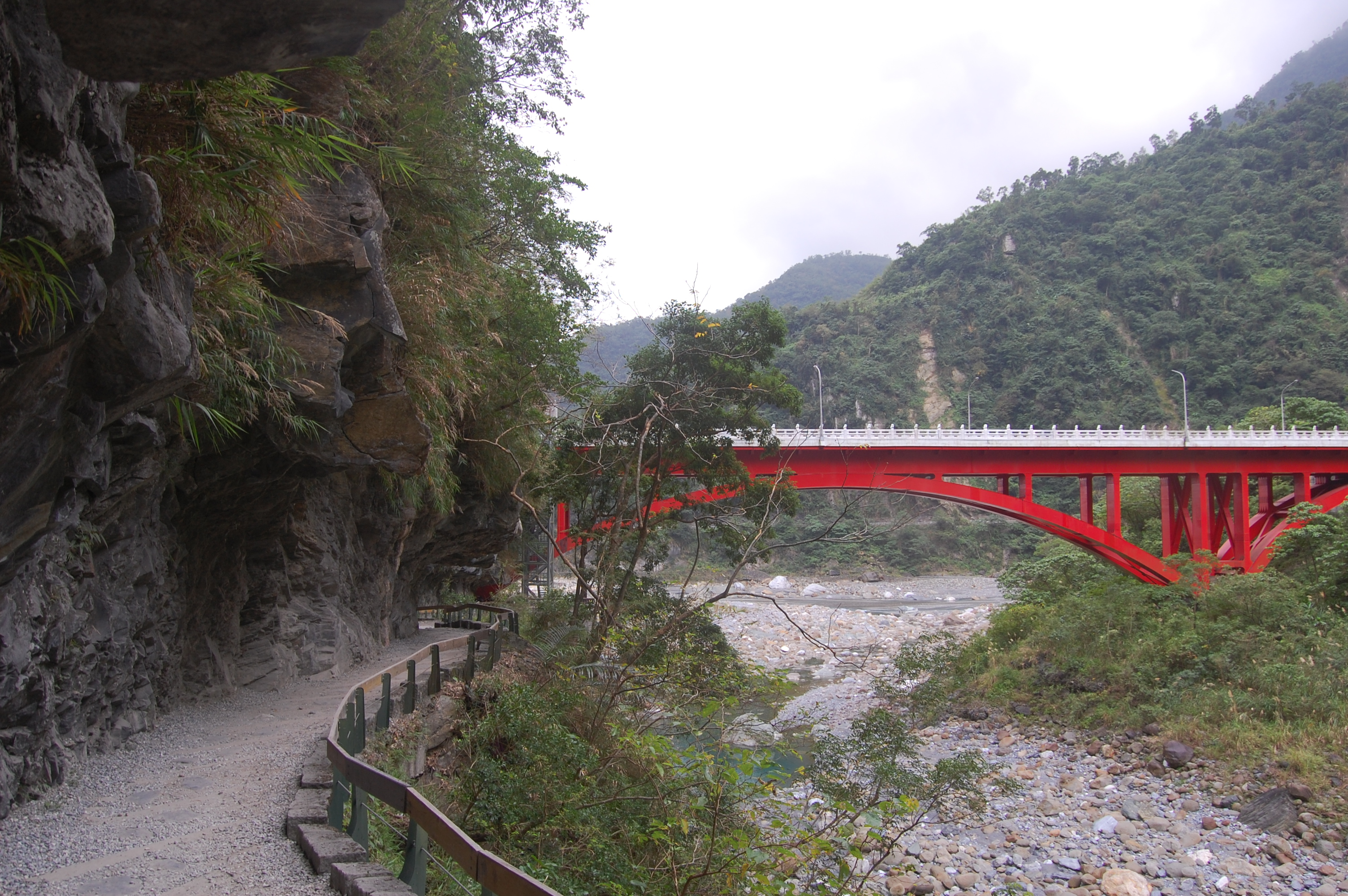
砂卡礑橋

## 外部連結
- 砂卡礑步道 - 中華民國 內政部國家公園署太魯閣國家公園管理處 （页面存档备份，存于）